# 单语主义
单语主义（Monolingualism），是指官方只推行一种語言的政策及现象。如美国和英国通常被视为单语体系，利用官方語言或強勢語言广泛传播，在文化和经济上具有影响力，現今英語為全球語言、乃至中華民國、日本、大韩民国的國語政策均屬此。
但獨尊一種語言情形下，易壓縮到少數族群的母語和文化發展。與其相反的是多語主義。

## 外部連結
- Monolingualism and Judaism （页面存档备份，存于） by Jose Faur, contrasting the Greek monolingualism with the polyglot culture of the Hebrews